# Dave Steensma
Dave Steensma (Amsterdam, 20 november 1967 – As-Samawah, 10 mei 2004) was een Nederlandse sergeant van de luchtmobiele brigade. Hij was de eerste Nederlandse militair die sneuvelde sinds 1995. Steensma was een ervaren marinier en diende eerder in Bosnië, Cyprus en Afghanistan. Op 10 mei 2004 raakte hij zwaar gewond bij een handgranaataanval op een brug over de Eufraat in de Iraakse stad As-Samawah. Die avond overleed hij in het veldhospitaal op de Nederlandse basis Kamp Smitty. Op 15 mei werd hij met militaire eer begraven in zijn woonplaats Franeker. In 2024 werd een viaduct naar hem vernoemd.